# Kólpos Itéas
Kólpos Itéas är en vik i Grekland.   Den ligger i regionen Grekiska fastlandet, i den centrala delen av landet, 120 km väster om huvudstaden Aten.